# جون وليامز (ممثل)
جون وليامز (بالإنجليزية: John Williams)‏ هو كاتب سيناريو وممثل بريطاني (وحمل سابقاً جنسية المملكة المتحدة لبريطانيا العظمى وأيرلندا)، ولد في 15 أبريل 1903 في المملكة المتحدة، وتوفي في 5 مايو 1983 في الولايات المتحدة بسبب مرض. بدأ مشواره المهني سنة 1916، ومن الجوائز التي نالها جائزة توني لأفضل ممثل في مسرحية ‏ سنة 1953.

## أعمال

### أفلام
- (1954) سابرينا[4]
- (1955) أن تمسك لصا[5]
- (1957) شاهد على المحاكمة[6]

## جوائز
- جائزة توني لأفضل ممثل في مسرحية [الإنجليزية]‏ (1953)

## وصلات خارجية
- جون وليامز على موقع IMDb (الإنجليزية)
- جون وليامز على موقع الموسوعة البريطانية (الإنجليزية)
- جون وليامز على موقع تيرنر كلاسيك موفيز (الإنجليزية)
- جون وليامز على موقع أول موفي (الإنجليزية)
- جون وليامز على موقع قاعدة بيانات برودواي على الإنترنت (الإنجليزية)
- جون وليامز على موقع قاعدة بيانات الفيلم (الإنجليزية)